# 최명희
최명희(崔明姬, 1947년 11월 22일 ~ 1998년 12월 11일)는 대한민국의 소설가이다. 본관은 삭녕(朔寧)이다.

## 생애
1947년 전라북도 전주에서 최성무(崔成武, 1922 ~ 1967년)와 어머니 허묘순(許妙順, 1927 ~ 1996년)의 2남 4녀 중 장녀로 태어났다. 본관은 삭녕이며, 본적은 전라북도 남원시 사매면 서도리 560번지이다.
1972년 전북대학교 국어국문학과를 졸업하고 1972년∼1981년 전주 기전여자고등학교와 서울 보성여자고등학교에서 국어교사로 재직하였다.
1980년 《중앙일보》 신춘문예에 단편 <쓰러지는 빛>이 당선되어 등단하였고, 이듬해 《동아일보》 창간 60주년 기념 장편소설 공모전에서 《혼불》(제1부)이 당선되어 문단의 주목을 받았다. 이후 1988년 9월부터 1995년 10월까지 만 7년 2개월 동안 월간 [신동아]에 《혼불》 제2부에서 제5부까지를 연재, 국내 월간지 사상 최장 연재 기록을 세웠다. 이어 1996년 12월 제1∼5부를 전10권으로 묶어 완간하였다.
《혼불》은 일제강점기인 1930∼40년대 전라북도 남원의 한 유서깊은 가문 ‘매안 이씨’ 문중에서 무너져가는 종가(宗家)를 지키는 종부(宗婦) 3대와, 이씨 문중의 땅을 부치며 살아가는 상민마을 '거멍굴' 사람들의 삶을 그린 소설이다. 근대사의 격랑 속에서도 전통적 삶의 방식을 지켜나간 양반사회의 기품, 평민과 천민의 고난과 애환을 생생하게 묘사하였으며, 소설의 무대를 만주로 넓혀 그곳 조선 사람들의 비극적 삶과 강탈당한 민족혼의 회복을 염원하는 모습 등을 담았다. 또한 호남지방의 혼례와 상례의식, 정월대보름 등의 전래풍속을 세밀하게 그리고, 남원지역의 방언을 풍부하게 구사하여 민속학ㆍ국어학ㆍ역사학ㆍ판소리 분야 학자들의 주목을 끌기도 하였다.

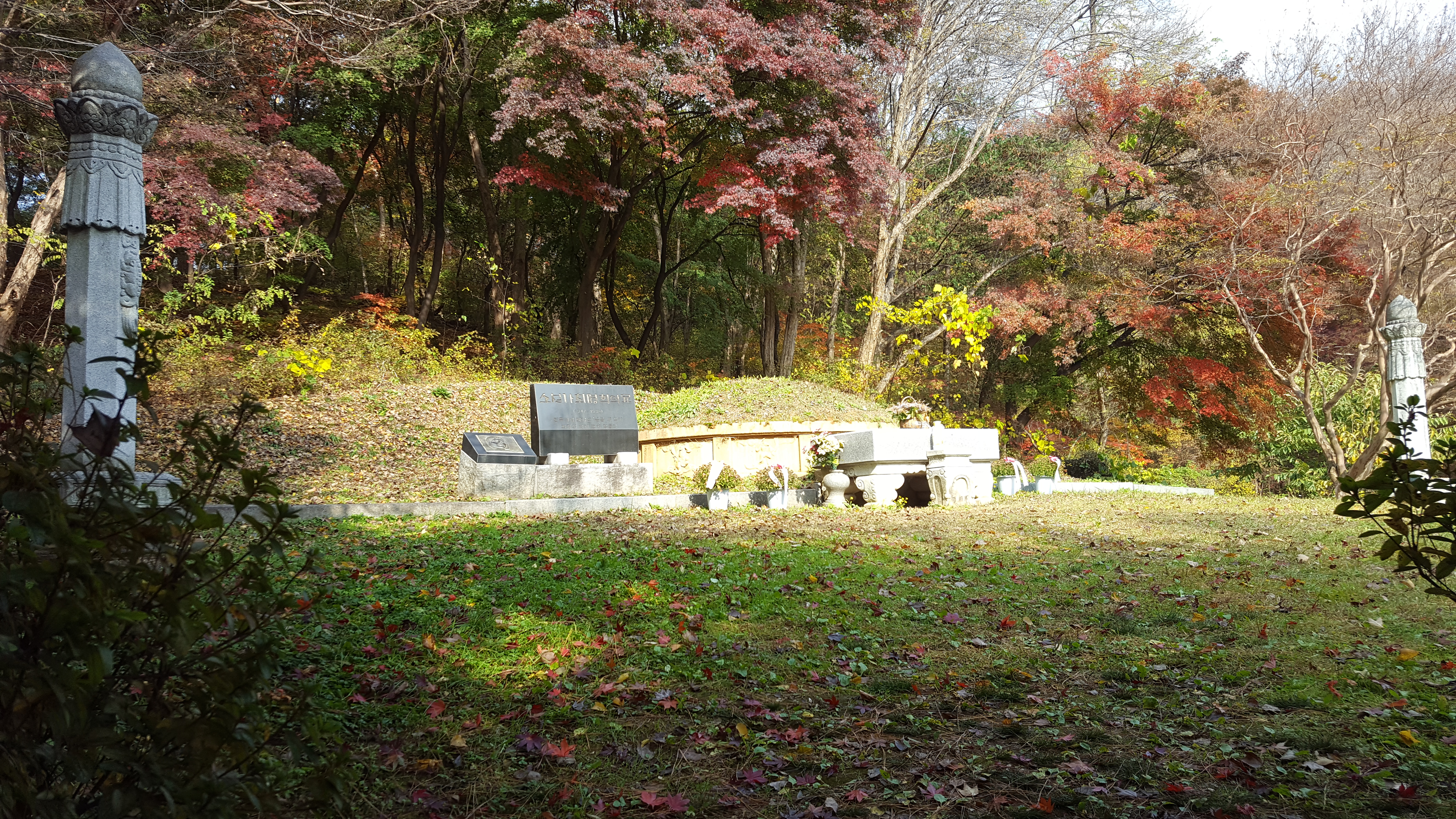
혼불문학공원에 있는 묘

1997년 전북대학교에서 명예문학박사 학위를 받았고, 같은 해 사회 각계의 인사들이 모여 '작가 최명희와 혼불을 사랑하는 사람들 모임'을 결성하기도 하였다.  대하소설 《혼불》을 통해 한국인의 역사와 정신을 생생하게 표현함으로써 한국문학의 수준을 한 차원 높였다는 평가를 받고 있다.
<몌별(袂別)> <만종(晩鐘)> <정옥이> <주소> 등의 단편도 썼지만, 《혼불》을 쓰기 시작한 이후로는 다른 작품을 쓰지 않았다. 《혼불》의 이야기는 1930년부터 1943년까지 이어지고 이후의 현대사를 이어가기 위해 최명희는 '완간'이라는 표현을 쓰지 않았다. 그러나 1998년 앞으로 써 나갈 글감만 남겨놓고 난소암으로 향년 52세의 나이로 서울대병원에서 사망하였다. 서거하기 며칠 전에 병으로 쇠약해진 목소리를 전한 마지막 방송 출현이 이주향 교수가 진행하는 KBS 1라디오 《문화쌀롱》이었다.
생전 당시 한 번도 결혼 경력이 없던 독신이었으며, 배우자 또한 없었다.

## 학력
- 전주풍남초등학교
- 전주사범학교 병설중학교
- 전주기전여자고등학교
- 전북대학교 국어국문학과

## 교직
- 전주기전여자고등학교
- 서울 보성여자고등학교

## 대표 작품
- 단편소설 《쓰러지는 빛》 - 중앙일보 신춘문예
- 장편소설 《혼불》전 10권 - 동아일보 창간60주년기념 장편소설공모
- 〈몌별 袂別〉
- 〈만종 晩鐘〉
- 〈정옥이〉
- 〈주소〉
- 〈제망매가〉

## 수상
- 1997년 제11회 단재문학상
- 1997년 세종문화상
- 1998년 제15회 여성동아대상
- 1998년 호암재단 호암상 예술상

## 같이 보기
- 최명희 청년소설문학상
- 최명희 문학관
- 혼불